# Manuel d'Orléans, comte de Charny
Manuel Luiz d'Orléans y de Watteville, II comte de Charny i I duc de Castellammare (Brussel·les, 25 d'agost de 1677 - Nàpols, 14 de maig de 1740) fou un militar i aristòcrata al servei de Felip V d'Espanya i del Regne de Nàpols.

## Biografia
Era fill il·legítim de Lluís d'Orléans, comte de Charny, qui alhora era fill il·legítim de Gastó Joan Baptista de França, germà de Lluís XIII de França i fill d'Enric IV de França. El seu pare havia lluitat a favor del rei d'Espanya en la guerra de la independència de Portugal, fou governador d'Orà i va morir en 1692.
En 1698 va ingressar a l'Orde de Sant Jaume i el 1703 fou nomenat mestre de camp d'un dels terços aixecats a Extremadura, el 1706 va ascendir a brigadier i va participar en la batalla d'Almansa. En 1707 fou nomenat gentilhome de cambra, governador de Dénia i inspector d'infanteria dels Regnes de València, Múrcia, Aragó i Catalunya. En 1711 ascendí a mariscal de camp i en 1719 a tinent general, alhora que era nomenat governador de Jaca.
De 1721 a 1722 fou capità general d'Aragó. En 1725 fou nomenat Governador de Ceuta, ciutat en la qual encara es veu un escut heràldic en relleu al mur occidental de la fortificació anomenat Contraguàrdia de San Francisco Javier. En 1731 deixà Ceuta i fou destinat a Itàlia. Va comandar un contingent de 6.000 soldats que va arribar a Liorna el 26 d'octubre, per defensar els drets de Carles de Borbone sobre el Gran Ducat de Toscana i el Ducat de Parma i Piacenza. Com era previst a l'article X del tractat de Sevilla, per permetre va desembarcar a Florència i en nom de les tropes espanyoles va jurar públicament fidelitat al gran duc Joan Gastó I de Mèdici i al seu hereu Carles, qui hi va desembarcar el 27 de desembre de 1731.
En 1733 esclatà la Guerra de Successió Polonesa, que va enfrontars Espanya contra Àustria, va ser nomenat tinent general i assumí el comandament de l'exèrcit enviat a conquesta de les Dues Sicílies per Carles de Borbó, sota les ordres del capità general José Carrillo de Albornoz, duc de Montemar. Després de l'entrada dels Espanyols va dirigir el setge de Castel Sant'Elmo, que es va rendir després de cinc dies, el 25 d'abril de 1734. Després del lliurament, amb un gest de cortesia militar gens inusual en aquesta època, va convidar al derrotat comandant austríac, el comte de Lossada, a sopar amb els seus oficials. Fou nomenat capità general dels Reials Exèrcits, en 1735 fou uns mesos virrei de Nàpols durant l'absència de Carles de Borbó i en 1736 va rebre el títol napolità de duc de Cellamare. En 1737 fou nomenat Capità General de Nàpols, càrrec que va ocupar fins a la seva mort el maig de l'any 1740.